# カルボキシメチレンブテノリダーゼ
カルボキシメチレンブテノリダーゼ(Carboxymethylenebutenolidase、EC 3.1.1.45)は、以下の化学反応を触媒する酵素である。
4-カルボキシメチルブト-2-エン-4-オリド + 水{\displaystyle \rightleftharpoons }4-オキソヘキサ-2-エンジオアート
従って、基質は4-オキソヘキサ-2-エン-4-オリドと水の2つ、生成物は4-オキソヘキサ-2-エンジオアートのみである。
この酵素は加水分解酵素に分類され、特にエステル結合に作用する。系統名は、4-カルボキシメチルブト-2-エン-4-オリド ラクトノヒドロラーゼ(4-carboxymethylenebut-2-en-4-olide lactonohydrolase)である。ジエンラクトンヒドロラーゼ(dienelactone hydrolase)等とも呼ばれる。リンデン（γ-ヘキサクロロシクロヘキサン）や1,4-ジクロロベンゼンの分解に関与している。

## 構造
2007年末時点で、10個の構造が解かれている。蛋白質構造データバンクのコードは、1DIN、1GGV、1ZI6、1ZI8、1ZI9、1ZIC、1ZIX、1ZIY、1ZJ4、1ZJ5である。